# Новорождённый (фильм)
«Новорождённый» (англ. The Little Stranger) — драматический фильм режиссёра Леонарда Абрахамсона. В главной роли: Донал Глисон. Экранизация одноимённого романа Сары Уотерс, мировая премьера назначена на 30 августа 2018 года.

## Сюжет
Томительным жарким летом 1947 года доктор Фарадей, респектабельный сельский врач, приезжает на вызов в Хандредс Холл, поместье, в котором когда-то служила его мать. Особняк, который принадлежит семейству Айрес больше двух столетий, пришёл в упадок. Но отнюдь не запустение и разруха тяготят миссис Айрес и её взрослых детей Каролину и Родди — что-то куда более зловещее преследует обитателей старого дома. Взяв нового пациента, Фарадей и представить себе не может, что его жизнь с этих пор будет пугающе тесно сплетена с таинственной историей этой семьи.

## В ролях
- Донал Глисон — Фарадей[4]
- Рут Уилсон — Кэролин Айрес
- Шарлотта Рэмплинг — миссис Айрес
  - Камилла Арфведсон — миссис Айрес в молодости
- Уилл Поултер — Родерик Айрес
- Кейт Филлипс — Диана Бейкер-Хайд
- Анна Маделей[англ.] — Энн Грэнджер
- Джош Дилан[англ.] — Блэнд
- Лорни МакФадьен — доктор Колдер
- Тим Плестер — в титрах не указан
- Лив Хилл — Бетти

## Производство
Съёмки начались 6 июля 2017 года в Великобритании.